# Fantasy Zone: The Maze
Fantasy Zone: The Maze, conocido en Japón como Opa Opa (オパオパ?) es un videojuego publicado por Sega en 1987, originalmente como arcade. Entre 1987 y 1988 se publicó en los distintos mercados una conversión para la videoconsola Sega Master System.
El juego, que se ambienta en el universo Fantasy Zone, presenta una jugabilidad inspirada en Pac-Man que pone al jugador al mando de una nave dentro de diferentes laberintos. A lo largo de ellos, hay diseminadas monedas que el jugador ha de recoger en su totalidad para pasar de nivel y que, además de incrementar su puntuación, le permitirán incrementar paralelamente un contador de dinero con el que comprar distintas armas y power-ups que aparecen ocasionalmente en puntos señalados de cada laberinto.